# Échate un cantecito
Échate un cantecito (BMG Ariola, 1992) es el tercer álbum de estudio de Kiko Veneno. Producido por Joe Dworniak, cuenta con el apoyo y la colaboración de Santiago Auserón.

## Listado de canciones
1. «Lobo López» - 5:00
2. «El mensajero» - 3:20
3. «Echo de menos» - 3:52
4. «Superhéroes de barrio» - 3:13
5. «Me siento en la cama» - 3:40
6. «Fuego» - 3:11
7. «Salta la rana» - 3:53
8. «Joselito» - 3:42
9. «Reír y llorar» - 5:04
10. «En un mercedes blanco» - 4:22

## Posición en las listas de popularidad
Esta información es una adaptación de Acclaimed Music:
| Publicación   | País   | Lista                                         | Año  | Puesto |
| ------------- | ------ | --------------------------------------------- | ---- | ------ |
| Efe Eme       | España | Los 200 mejores discos de pop español         | 2003 | 9      |
| Rockdelux     | España | Los 100 mejores discos españoles del siglo XX | 2004 | 26     |
| Rockdelux     | España | 30 años: 300 discos                           | 2014 | 37     |
| Rolling Stone | España | Los 50 mejores discos del rock español        | 2009 | 16     |